# Särkänniemi
Särkänniemi ( [ˈsærkæˌnːie̯mi]) je zabaviščni park v Tampereju na Finskem, v istoimenskem okrožju. V parku so akvarij, planetarij, pravljična kmetija Doghill, muzej umetnosti in razgledni stolp Näsinneula (Näsi Needle). Särkänniemi je drugi najbolj priljubljen zabaviščni park na Finskem, Linnanmäki v Helsinkih pa je najbolj priljubljen. Särkänniemi ima pet toboganov: obrnjeni tobogan Tornado, leteči podstavek Trombi, družinski podstavek za motorna kolesa MotoGee in Hype, lansirani podstavek iz jekla Sky Rocket II in družinski podstavek Vauhtimato (»Speedy Worm«). Särkänniemi je v lasti mesta Tampere in privabi več kot 600.000 obiskovalcev letno.
Särkänniemi je največji tekmec za Linnanmäki kot vodilni zabaviščni park na Finskem. Oba sta približno enako velika. Park je leta 2016 opustil delfinarij in delfini so bili varno prepeljani v živalski park Atika v Grčiji. Park ima več kot 30 naprav in atrakcij. V parku sta tudi dve vodni napravi, žleb, imenovan Tukkijoki, in rečne brzice, imenovane Koskiseikkailu. Tobogan Trombi bo odstranjen jeseni 2024.
V prihodnosti je okoli zabaviščnega parka načrtovan hotel in zdravilišče z restavracijami in vodnimi doživetji ter nova stanovanja. Do območja je možno priti tudi s tramvajem v okviru omrežja lahke železnice Tampere.

## Zgodovina
Ta večnamenski park je v lasti mesta Tampere in se ponaša z različnimi napravami, pa tudi z akvarijem in planetarijem, ki je bil odprt leta 1969, otroški živalski vrt, ki je bil odprt leta 1970, 168 m visok razgledni stolp, ki je bil odprt leta 1971, Muzej umetnosti Sara Hilden je bil odprt leta 1979, delfinarij pa leta 1985.
Vidik zabaviščnega parka Särkänniemi se je začel leta 1973 z odprtjem Neulan Huvipuisto (zabaviščni park Neula); na začetku je park ponujal le peščico otroških naprav. Leta 1975 je mesto Tampere prevzelo delovanje zabaviščnega parka in ga vključilo v druge atrakcije na polotoku.
Park je na polotoku, približno kilometer od središča mesta Tampere, ki štrli v Črni zaliv. Na tem območju so bile od 18. stoletja dalje tri različne pivovarne, v 20. stoletju pa je bilo na polotoku Särkänniemi zgrajeno ogromno skladišče za industrijo hlodovine. Ti objekti so bili porušeni v 1960.ih.
Park je zlahka dostopen z avtobusno linijo 2 in tramvajsko linijo 3.